# 106. Kongress der Vereinigten Staaten
Der 106. Kongress der Vereinigten Staaten beschreibt die Legislaturperiode von Repräsentantenhaus und Senat in den Vereinigten Staaten zwischen dem 3. Januar 1999 und dem 3. Januar 2001.
Alle Abgeordneten des Repräsentantenhauses sowie ein Drittel der Senatoren (Klasse III) waren im November 1998 bei den Kongresswahlen gewählt worden. In beiden Kammern ergab sich eine republikanische Mehrheit. Diese stand in Opposition zum demokratischen Präsidenten Bill Clinton. Der Kongress tagte in der amerikanischen Bundeshauptstadt Washington, D.C. Die Sitzverteilung im Repräsentantenhaus basierte auf der Volkszählung von 1990.

## Wichtige Ereignisse
Siehe auch 1999 und 2000
- 3. Januar 1999:  Der neugewählte Kongress nimmt seine Arbeit auf.
- 7. Januar bis 12. Februar 1999: Amtsenthebungsverfahren gegen Präsident Bill Clinton (gescheitert)
- 24. März bis 10. Juni 1999: Operation Operation Allied Force. Die NATO greift Jugoslawien mit Luftangriffen an.
- 19. März 1999: Der Dow Jones übersteigt erstmals die Marke von 10,000 Punkten.
- 20. April 1999: Der Amoklauf an der Columbine High School erschüttert Amerika und die Welt.
- 31. Dezember 1999:  Das Jahr-2000-Problem stellt Computerexperten vor Probleme.

## Die wichtigsten Gesetze
In den Sitzungsperioden des 106. Kongresses wurden unter anderem folgende Bundesgesetze verabschiedet (siehe auch: Gesetzgebungsverfahren):
- 21. Mai 1999: Emergency Supplemental Appropriations Act (Kosovo operations), Pub.L. 106–31,
- 17. August 1999: Water Resources Development Act of 1999, Pub.L. 106–53
- 12. November 1999: Gramm-Leach-Bliley Financial Services Modernization Act, Pub.L. 106–102,
- 29. November 1999: American Inventors Protection Act, Pub.L. 106–113 (including Anticybersquatting Consumer Protection Act)
- 14. März 2000: Iran Nonproliferation Act of 2000, Pub.L. 106–178,
- 5. April 2000: Wendell H. Ford Aviation Investment and Reform Act for the 21st Century, Pub.L. 106–181
- 18. Mai 2000: African Growth and Opportunity Act, Pub.L. 106–200
- 30. Juni 2000: Electronic Signatures in Global and National Commerce Act, Pub.L. 106–229    August 7, 2000: Oceans Act, Pub.L. 106–256, 114 Stat. 644
- 22. September 2000: Religious Land Use and Institutionalized Persons Act, Pub.L. 106–274, 114 Stat. 803
- 17. Oktober 2000: Children’s Health Act, Pub.L.
- 28. Oktober 2000: Victims of Trafficking and Violence Protection Act of 2000, Pub.L. 106–386,
- 30. Oktober 2000: Robert T. Stafford Disaster Relief and Emergency Assistance Act, Pub.L. 106–390,
- 30. Oktober 2000: Floyd D. Spence National Defense Authorization Act for Fiscal Year 2001, Pub.L. 106–398
- 11. Dezember  2000: Water Resources Development Act of 2000, Pub.L. 106–541,
- 21. Dezember  2000: Commodity Futures Modernization Act of 2000, Pub.L. 106–554

## Zusammensetzung nach Parteien

### Senat

Mehrheitsverhältnisse bei der Eröffnung des 106. Kongresses

Die Mitgliedschaft änderte sich durch zwei Todesfälle.
| Affiliation                  | Partei (Schattierung zeigt Mehrheitspartei an) | Partei (Schattierung zeigt Mehrheitspartei an) | Total |        |
| ---------------------------- | ---------------------------------------------- | ---------------------------------------------- | ----- | ------ |
| Affiliation                  |                                                |                                                | Total |        |
| Affiliation                  | Republikaner                                   | Demokraten                                     | Total | Vacant |
| Ende des 105. Kongresses     | 55                                             | 45                                             | 100   | 0      |
|                              |                                                |                                                |       |        |
| Begin                        | 55                                             | 45                                             | 100   | 0      |
| 25. Oktober 1999             | 54                                             | 45                                             | 99    | 1      |
| 2. November 1999             | 55                                             | 45                                             | 100   | 0      |
| 19. Juli 2000                | 54                                             | 45                                             | 99    | 1      |
| 25. Juli 2000                | 54                                             | 46                                             | 100   | 0      |
| Abschließender Stimmenanteil | 54 %                                           | 46 %                                           |       |        |
|                              |                                                |                                                |       |        |
| Anfang des 107. Kongresses   | 50                                             | 50                                             | 100   | 0      |

### Repräsentantenhaus
Es gab zwei Rücktritte und drei Todesfälle.
| Chronik                      | Partei (Schattierung zeigt Mehrheitspartei an) | Partei (Schattierung zeigt Mehrheitspartei an) | Partei (Schattierung zeigt Mehrheitspartei an) | Total |        |
| ---------------------------- | ---------------------------------------------- | ---------------------------------------------- | ---------------------------------------------- | ----- | ------ |
| Chronik                      |                                                |                                                |                                                | Total |        |
| Chronik                      | Republikaner                                   | Demokraten                                     | Unabhängige                                    | Total | Vakant |
| Ende des 105. Kongresses     | 227                                            | 207                                            | 1                                              | 435   | 0      |
|                              |                                                |                                                |                                                |       |        |
| Anfang                       | 223                                            | 211                                            | 1                                              | 435   | 0      |
| 2. März 1999                 | 222                                            | 211                                            | 1                                              | 434   | 1      |
| 7. Juni 1999                 | 223                                            | 211                                            | 1                                              | 435   | 0      |
| 16. Juli 1999                | 223                                            | 210                                            | 1                                              | 434   | 1      |
| 17. Juli 1999                | 222                                            | 211                                            | 1                                              | 434   | 1      |
| 17. November 1999            | 222                                            | 212                                            | 1                                              | 435   | 0      |
| 27. Januar 2000              | 223                                            | 211                                            | 2                                              | 435   | 0      |
| 27. Juli 2000                | 223                                            | 210                                            | 2                                              | 435   | 0      |
| 11. September 2000           | 223                                            | 209                                            | 2                                              | 434   | 1      |
| 10. Oktober 2000             | 223                                            | 208                                            | 2                                              | 434   | 2      |
| 8. Dezember 2000             | 222                                            | 208                                            | 2                                              | 433   | 3      |
| Ende                         | 222                                            | 208                                            | 2                                              | 433   | 3      |
| Abschließender Stimmenanteil | 51,2 %                                         | 48,5 %                                         | 0,3 %                                          |       |        |
|                              |                                                |                                                |                                                |       |        |
| Beginn des 107. Kongresses   | 221                                            | 211                                            | 2                                              | 435   | 0      |

## Amtsträger

### Repräsentantenhaus
| Amt | Amt                               | Name               |
| --- | --------------------------------- | ------------------ |
|     | Sprecher des Repräsentantenhauses | Dennis Hastert (R) |

#### Führung der Mehrheitspartei
|  | Mehrheitsführer | Dick Armey (R) |
|  | Mehrheitswhip   | Tom DeLay (R)  |

#### Führung der Minderheitspartei
| Amt | Amt               | Name                |
| --- | ----------------- | ------------------- |
|     | Minderheitsführer | Dick Gephardt (D)   |
|     | Minderheitswhip   | David E. Bonior (D) |

### Senat
| Amt | Amt                   | Name               | Amtszeit |
| --- | --------------------- | ------------------ | -------- |
|     | Präsident des Senats  | Al Gore (D)        |          |
|     | Präsident pro tempore | Strom Thurmond (R) |          |

#### Führung der Mehrheitspartei
| Amt | Amt             | Name            |
| --- | --------------- | --------------- |
|     | Mehrheitsführer | Trent Lott (R)  |
|     | Mehrheitswhip   | Don Nickles (R) |

#### Führung der Minderheitspartei
| Amt | Amt               | Name            |
| --- | ----------------- | --------------- |
|     | Minderheitsführer | Tom Daschle (D) |
|     | Minderheitswhip   | Harry Reid (D)  |

## Senatsmitglieder
Siehe Liste der Mitglieder des Senats im 106. Kongress der Vereinigten Staaten

## Mitglieder des Repräsentantenhauses
Folgende Kongressabgeordnete vertraten im 106. Kongress die Interessen ihrer jeweiligen Bundesstaaten:
| Alabama 7 Wahlbezirke - 1. Sonny Callahan (R) - 2. Terry Everett (R) - 3. Bob Riley (R) - 4. Robert Aderholt (R) - 5. Robert E. Cramer (D) - 6. Spencer Bachus (R) - 7. Earl F. Hilliard (D) Alaska Staatsweite Wahl - Don Young (R) Arizona 6 Wahlbezirke - 1. Matt Salmon (R) - 2. Ed Pastor (D) - 3. Bob Stump (R) - 4. John Shadegg (R) - 5. Jim Kolbe (R) - 6. J. D. Hayworth (R) Arkansas 4 Wahlbezirke. - 1. Marion Berry (D) - 2. Vic Snyder (D) - 3. Asa Hutchinson (R) - 4. Jay Dickey (R) Kalifornien 52 Wahlbezirke. - 1. Mike Thompson (D) - 2. Wally Herger (R) - 3. Doug Ose (R) - 4. John Doolittle (R) - 5. Bob Matsui (D) - 6. Lynn Woolsey (D) - 7. George Miller (D) - 8. Nancy Pelosi (D) - 9. Barbara Lee (D) - 10. Ellen Tauscher (D) - 11. Richard Pombo (R) - 12. Tom Lantos (D) - 13. Pete Stark (D) - 14. Anna Eshoo (D) - 15. Tom Campbell (R) - 16. Zoe Lofgren (D) - 17. Sam Farr (D) - 18. Gary Condit (D) - 19. George Radanovich (R) - 20. Cal Dooley (D) - 21. Bill Thomas (R) - 22. Lois Capps (D) - 23. Elton Gallegly (R) - 24. Brad Sherman (D) - 25. Howard McKeon (R) - 26. Howard Berman (D) - 27. James E. Rogan (R) - 28. David Dreier (R) - 29. Henry Waxman (D) - 30. Xavier Becerra (D) - 31. Matthew G. Martínez (D) wechselte im Juli 2000 zu (R) - 32. Julian C. Dixon (D) bis zum 8. Dezember 2000 - 33. Lucille Roybal-Allard (D) - 34. Grace Napolitano (D) - 35. Maxine Waters (D) - 36. Steven T. Kuykendall (R) - 37. Juanita Millender-McDonald (D) - 38. John S. Horn (R) - 39. Ed Royce (R) - 40. Jerry Lewis (R) - 41. Gary Miller (R) - 42. George Brown Jr. (D) bis zum 15. Juli 1999 - Joe Baca (D) ab dem 16. November 1999 - 43. Ken Calvert (R) - 44. Mary Bono Mack (R) - 45. Dana Rohrabacher (R) - 46. Loretta Sanchez (D) - 47. Christopher Cox (R) - 48. Ron Packard (R) - 49. Brian Bilbray (R) - 50. Bob Filner (D) - 51. Randy Cunningham (R) - 52. Duncan Hunter (R) Colorado 6 Wahlbezirke - 1. Diana DeGette (D) - 2. Mark Udall (D) - 3. Scott McInnis (R) - 4. Bob Schaffer (R) - 5. Joel Hefley (R) - 6. Tom Tancredo (R) Connecticut 6 Wahlbezirke - 1. John Larson (D) - 2. Sam Gejdenson (D) - 3. Rosa DeLauro (D) - 4. Christopher Shays (R) - 5. James H. Maloney (D) - 6. Nancy Johnson (R) Delaware Staatsweite Wahl - Michael Castle (R) Florida 23 Wahlbezirke - 1. Joe Scarborough (R) - 2. Allen Boyd (D) - 3. Corrine Brown (D) - 4. Tillie K. Fowler (R) - 5. Karen Thurman (D) - 6. Cliff Stearns (R) - 7. John Mica (R) - 8. Bill McCollum (R) - 9. Michael Bilirakis (R) - 10. Bill Young (R) - 11. Jim Davis (D) - 12. Charles T. Canady (R) - 13. Dan Miller (R) - 14. Porter Goss (R) - 15. Dave Weldon (R) - 16. Mark Foley (R) - 17. Carrie P. Meek (D) - 18. Ileana Ros-Lehtinen (R) - 19. Robert Wexler (D) - 20. Peter R. Deutsch (D) - 21. Lincoln Diaz-Balart (R) - 22. E. Clay Shaw (R) - 23. Alcee Hastings (D) Georgia 11 Wahlbezirke - 1. Jack Kingston (R) - 2. Sanford Bishop (D) - 3. Mac Collins (R) - 4. Cynthia McKinney (D) - 5. John Lewis (D) - 6. Johnny Isakson (R) ab dem 23. Februar 1999 - 7. Bob Barr (R) - 8. Saxby Chambliss (R) - 9. Nathan Deal (R) - 10. Charlie Norwood (R) - 11. John Linder (R) Hawaii 2 Wahlbezirke - 1. Neil Abercrombie (D) - 2. Patsy Mink (D) Idaho 2 Wahlbezirke - 1. Helen Chenoweth-Hage (R) - 2. Mike Simpson (R) Illinois 20 Wahlbezirke - 1. Bobby L. Rush (D) - 2. Jesse Jackson Jr. (D) - 3. Bill Lipinski (D) - 4. Luis Gutiérrez (D) - 5. Rod Blagojevich (D) - 6. Henry Hyde (R) - 7. Danny K. Davis (D) - 8. Phil Crane (R) - 9. Jan Schakowsky (D) - 10. John Edward Porter (R) - 11. Jerry Weller (R) - 12. Jerry Costello (D) - 13. Judy Biggert (R) - 14. Dennis Hastert (R) - 15. Thomas W. Ewing (R) - 16. Donald Manzullo (R) - 17. Lane Evans (D) - 18. Ray LaHood (R) - 19. David D. Phelps (D) - 20. John Shimkus (R) Indiana 10 Wahlbezirke - 1. Pete Visclosky (D) - 2. David M. McIntosh (R) - 3. Timothy J. Roemer (D) - 4. Mark Souder (R) - 5. Steve Buyer (R) - 6. Dan Burton (R) - 7. Edward A. Pease (R) - 8. John Hostettler (R) - 9. Baron Hill (D) - 10. Julia Carson (D) Iowa 5 Wahlbezirke - 1. Jim Leach (R) - 2. Jim Nussle (R) - 3. Leonard Boswell (D) - 4. Greg Ganske (R) - 5. Tom Latham (R) Kansas 4 Wahlbezirke. - 1. Jerry Moran (R) - 2. Jim Ryun (R) - 3. Dennis Moore (D) - 4. Todd Tiahrt (R) Kentucky 6 Wahlbezirke - 1. Ed Whitfield (R) - 2. Ron Lewis (R) - 3. Anne Northup (R) - 4. Ken Lucas (D) - 5. Hal Rogers (R) - 6. Ernie Fletcher (R) Louisiana 7 Wahlbezirke - 1. Bob Livingston (R) bis zum 1. März 1999 - David Vitter (R) ab dem 29. Mai 1999 - 2. William J. Jefferson (D) - 3. Billy Tauzin (R) - 4. Jim McCrery (R) - 5. John Cooksey (R) - 6. Richard H. Baker (R) - 7. Chris John (D) Maine 2 Wahlbezirke - 1. Tom Allen (D) - 2. John Baldacci (D) Maryland 8 Wahlbezirke - 1. Wayne Gilchrest (R) - 2. Robert L. Ehrlich (R) - 3. Ben Cardin (D) - 4. Albert Wynn (D) - 5. Steny Hoyer (D) - 6. Roscoe Bartlett (R) - 7. Elijah Cummings (D) - 8. Connie Morella (R) Massachusetts 10 Wahlbezirke - 1. John Olver (D) - 2. Richard Neal (D) - 3. Jim McGovern (D) - 4. Barney Frank (D) - 5. Marty Meehan (D) - 6. John F. Tierney (D) - 7. Ed Markey (D) - 8. Mike Capuano (D) - 9. Joe Moakley (D) - 10. Bill Delahunt (D) Michigan 16 Wahlbezirke - 1. Bart Stupak (D) - 2. Pete Hoekstra (R) - 3. Vern Ehlers (R) - 4. David Lee Camp (R) - 5. James A. Barcia (D) - 6. Fred Upton (R) - 7. Nick H. Smith (R) - 8. Debbie Stabenow (D) - 9. Dale E. Kildee (D) - 10. David E. Bonior (D) - 11. Joe Knollenberg (R) - 12. Sander M. Levin (D) - 13. Lynn N. Rivers (D) - 14. Carolyn Cheeks Kilpatrick (D) - 15. John Conyers (D) - 16. John Dingell Jr. (D) Minnesota 8 Wahlbezirke - 1. Gil Gutknecht (R) - 2. David Minge (DFL = Democratic Farmer Labor Party) bundesweit zählt die Partei zu (D) - 3. Jim Ramstad (R) - 4. Bruce Vento (DFL) bis zum 10. Oktober 2000 - 5. Martin Olav Sabo (DFL) - 6. Bill Luther (DFL) - 7. Collin Peterson (DFL) - 8. Jim Oberstar (DFL) Mississippi 5 Wahlbezirke - 1. Roger Wicker (R) - 2. Bennie Thompson (D) - 3. Chip Pickering (R) - 4. Ronnie Shows (D) - 5. Gene Taylor (D) | Missouri 9 Wahlbezirke - 1. Bill Clay (D) - 2. Jim Talent (R) - 3. Dick Gephardt (D) - 4. Ike Skelton (D) - 5. Karen McCarthy (D) - 6. Pat Danner (D) - 7. Roy Blunt (R) - 8. Jo Ann Emerson (R) - 9. Kenny Hulshof (R) Montana 1 Wahlbezirk (staatsweit) - 1. Rick Hill (R) Nebraska 3 Wahlbezirke - 1. Doug Bereuter (R) - 2. Lee Terry (R) - 3. Bill Barrett (R) Nevada 2. Wahlbezirkel - 1. Shelley Berkley (D) - 2. Jim Gibbons (R) New Hampshire 2 Wahlbezirke - 1. John E. Sununu (R) - 2. Charles Bass (R) New Jersey 13 Wahlbezirke - 1. Rob Andrews (D) - 2. Frank LoBiondo (R) - 3. Jim Saxton (R) - 4. Chris Smith (R) - 5. Marge Roukema (R) - 6. Frank Pallone (D) - 7. Bob Franks (R) - 8. Bill Pascrell (D) - 9. Steve Rothman (D) - 10. Donald M. Payne (D) - 11. Rodney Frelinghuysen (R) - 12. Rush D. Holt Jr. (D) - 13. Bob Menendez (D) New Mexico 3 Wahlbezirke - 1. Heather Wilson (R) - 2. Joe Skeen (R) - 3. Tom Udall (D) New York 31 Wahlbezirke - 1. Michael Forbes (R) wechselte am 17. Juli 1999 zu (D) - 2. Rick Lazio (R) - 3. Peter T. King (R) - 4. Carolyn McCarthy (D) - 5. Gary Ackerman (D) - 6. Gregory Meeks (D) - 7. Joseph Crowley (D) - 8. Jerrold Nadler (D) - 9. Anthony Weiner (D) - 10. Ed Towns (D) - 11. Major Owens (D) - 12. Nydia Velázquez (D) - 13. Vito Fossella (R) - 14. Carolyn B. Maloney (D) - 15. Charles B. Rangel (D) - 16. José Serrano (D) - 17. Eliot Engel (D) - 18. Nita Lowey (D) - 19. Sue W. Kelly (R) - 20. Benjamin A. Gilman (R) - 21. Michael R. McNulty (D) - 22. John E. Sweeney (R) - 23. Sherwood Boehlert (R) - 24. John M. McHugh (R) - 25. James T. Walsh (R) - 26. Maurice Hinchey (D) - 27. Thomas M. Reynolds (R) - 28. Louise Slaughter (D) - 29. John J. LaFalce (D) - 30. Jack Quinn (R) - 31. Amo Houghton (R) North Carolina 12 Wahlbezirke - 1. Eva M. Clayton (D) - 2. Bob Etheridge (D) - 3. Walter B. Jones (R) - 4. David Price (D) - 5. Richard Burr (R) - 6. Howard Coble (R) - 7. Mike McIntyre (D) - 8. Robin Hayes (R) - 9. Sue Wilkins Myrick (R) - 10. Cass Ballenger (R) - 11. Charles H. Taylor (R) - 12. Mel Watt (D) North Dakota 1 Wahlbezirk (staatsweit) - 1. Earl Pomeroy (D) Ohio 19 Wahlbezirke - 1. Steve Chabot (R) - 2. Rob Portman (R) - 3. Tony Hall (D) - 4. Michael Oxley (R) - 5. Paul Gillmor (R) - 6. Ted Strickland (D) - 7. Dave Hobson (R) - 8. John Boehner (R) - 9. Marcy Kaptur (D) - 10. Dennis Kucinich (D) - 11. Stephanie Tubbs Jones (D) - 12. John Kasich (R) - 13. Sherrod Brown (D) - 14. Thomas C. Sawyer (D) - 15. Deborah Pryce (R) - 16. Ralph Regula (R) - 17. James Traficant (D) - 18. Robert Ney (R) - 19. Steve LaTourette (R) Oklahoma 6 Wahlbezirke - 1. Steve Largent (R) - 2. Tom Coburn (R) - 3. Wes Watkins (R) - 4. J. C. Watts (R) - 5. Ernest Istook (R) - 6. Frank Lucas (R) Oregon 5 Wahlbezirke - 1. David Wu (D) - 2. Greg Walden (R) - 3. Earl Blumenauer (D) - 4. Peter DeFazio (D) - 5. Darlene Hooley (D) Pennsylvania 21 Wahlbezirke - 1. Bob Brady (D) - 2. Chaka Fattah (D) - 3. Robert A. Borski (D) - 4. Ron Klink (D) - 5. John E. Peterson (R) - 6. Tim Holden (D) - 7. Curt Weldon (R) - 8. James C. Greenwood (R) - 9. Bud Shuster (R) - 10. Don Sherwood (R) - 11. Paul E. Kanjorski (D) - 12. John Murtha (D) - 13. Joe Hoeffel (D) - 14. William J. Coyne (D) - 15. Pat Toomey (R) - 16. Joseph R. Pitts (R) - 17. George Gekas (R) - 18. Michael F. Doyle (D) - 19. William F. Goodling (R) - 20. Frank Mascara (D) - 21. Phil English (R) Rhode Island 2 Wahlbezirke - 1. Patrick Joseph Kennedy (D) - 2. Robert Weygand (D) South Carolina 6 Wahlbezirke. - 1. Mark Sanford (R) - 2. Floyd Spence (R) - 3. Lindsey Graham (R) - 4. Jim DeMint (R) - 5. John Spratt (D) - 6. Jim Clyburn (D) South Dakota 1 Wahlbezirk (staatsweit) - 1. John Thune (R) Tennessee 9 Wahlbezirke - 1. William L. Jenkins (R) - 2. Jimmy Duncan (R) - 3. Zach Wamp (R) - 4. Van Hilleary (R) - 5. Bob Clement (D) - 6. Bart Gordon (D) - 7. Ed Bryant (R) - 8. John S. Tanner (D) - 9. Harold Ford Jr. (D) Texas 30 Wahlbezirke - 1. Max Sandlin (D) - 2. Jim Turner (D) - 3. Sam Johnson (R) - 4. Ralph Hall (D) - 5. Pete Sessions (R) - 6. Joe Barton (R) - 7. William Archer Jr. (R) - 8. Kevin Brady (R) - 9. Nick Lampson (D) - 10. Lloyd Doggett (D) - 11. Chet Edwards (D) - 12. Kay Granger (R) - 13. Mac Thornberry (R) - 14. Ron Paul (R) - 15. Rubén Hinojosa (D) - 16. Silvestre Reyes (D) - 17. Charles Stenholm (D) - 18. Sheila Jackson Lee (D) - 19. Larry Combest (R) - 20. Charlie Gonzalez (D) - 21. Lamar S. Smith (R) - 22. Tom DeLay (R) - 23. Henry Bonilla (R) - 24. Martin Frost (D) - 25. Ken Bentsen (D) - 26. Dick Armey (R) - 27. Solomon P. Ortiz (D) - 28. Ciro Rodriguez (D) - 29. Gene Green (D) - 30. Eddie Bernice Johnson (D) Utah 3 Wahlbezirke - 1. James V. Hansen (R) - 2. Merrill Cook (R) - 3. Chris Cannon (R) Vermont 1 Wahlbezirk (staatsweit) - 1. Bernie Sanders (Unabhängiger) Virginia 11 Wahlbezirke - 1. Herbert H. Bateman (R) bis zum 11. September 2000, danach blieb der Sitz vakant - 2. Owen B. Pickett (D) - 3. Bobby Scott (D) - 4. Norman Sisisky (D) - 5. Virgil Goode (D) wurde am 27. Januar 2000 Partei unabhängig - 6. Bob Goodlatte (R) - 7. Thomas J. Bliley (R) - 8. Jim Moran (D) - 9. Rick Boucher (D) - 10. Frank Wolf (R) - 11. Thomas M. Davis (R) Washington 9 Wahlbezirke - 1. Jay Inslee (D) - 2. Jack Metcalf (R) - 3. Brian Baird (D) - 4. Doc Hastings (R) - 5. George Nethercutt (R) - 6. Norman D. Dicks (D) - 7. Jim McDermott (D) - 8. Jennifer Dunn (R) - 9. Adam Smith (D) West Virginia 3 Wahlbezirke - 1. Alan Mollohan (D) - 2. Bob Wise (D) - 3. Nick Rahall (D) Wisconsin 9 Wahlbezirke - 1. Paul Ryan (R) - 2. Tammy Baldwin (D) - 3. Ron Kind (D) - 4. Jerry Kleczka (D) - 5. Tom Barrett (D) - 6. Tom Petri (R) - 7. Dave Obey (D) - 8. Mark Andrew Green (R) - 9. Jim Sensenbrenner (R) Wyoming Staatsweite Wahlen - Barbara Cubin (R) |

Nicht stimmberechtigte Mitglieder im Repräsentantenhaus:
- Amerikanisch-Samoa
  - Eni Faleomavaega (D)
- District of Columbia
  - Eleanor Holmes Norton (D)
- Guam
  - Robert A. Underwood (D)
- Puerto Rico:
  - Carlos Romero Barceló (D)
- Amerikanische Jungferninseln
  - Donna Christian-Christensen (D)